# رشید عزوزی
رشید عزوزی (عربی: رشيد عزّوزي؛ زادهٔ ۱۰ ژانویهٔ ۱۹۷۱) یک بازیکن فوتبال اهل مراکش بوده است.
وی در تیم ملی فوتبال مراکش ۳۷ بازی انجام داده است و عضو این تیم در جام جهانی فوتبال ۱۹۹۴ و ۱۹۹۸ بوده است.